# Glacier du Baltoro
Le glacier du Baltoro est l'un des plus grands glaciers du monde, d'une longueur de 62 kilomètres, situé au Pakistan, dans la région du Karakoram.

## Géographie
Le Baltoro est aussi une pépinière de géants, bordé par quatre des 14 sommets de plus de 8 000 mètres d'altitude du globe. 
Les sommets bordant la région du Baltoro sont : 
- K2 (8 611 m), 2e plus haute montagne du monde ;
- Gasherbrum I (8 080 m), 11e sommet du monde ;
- Broad Peak (8 047 m), 12e sommet au monde ;
- Gasherbrum II (8 035 m), 13e sommet du monde.

## Histoire
Le glacier du Baltoro est exploré pour la première fois par Henry Haversham Godwin-Austen en 1861. William Martin Conway l'explore à son tour en 1892, suivi par les époux Bullock Workman en 1898. Le glacier, cartographié en 1909 par l'expédition du duc des Abbruzzes, prend dès lors le nom de glacier des Abruzzes depuis le pied du Baltoro Kangri jusqu'à la « selle Conway » qui marque la séparation avec le glacier de Siachen.

## Culture populaire
Véritable autoroute du Karakoram, le Baltoro est une voie d'accès classique pour les expéditions d'alpinistes. Les images de caravanes de porteurs traversant le glacier dans les films de Vittorio Sella (expédition italienne de 1909) ou de Marcel Ichac (première expédition française en Himalaya en 1936 dans le film Karakoram, avec 700 porteurs) sont devenues de grands classiques du cinéma de montagne et d'expédition.